# 又城一郎
又城 一郎（またしろ いちろう、1921年3月1日- )は、日本の経営学者。
大分県出身。研数専門学校卒。八幡大学助教授、福岡商科大学助教授、武蔵大学助教授を経て、専修大学経営学部教授、1991年定年、名誉教授。計量経営学が専門。

## 著書
- 『教養としての数学の一般概念』教育公論社 1951
- 『教養としての統計数学の基礎概念』二克会出版部 1952
- 『無尽経営の数理 無尽数学』関書院 経営学シリーズ 1952
- 『計量経営学総論』森山書店 1958
- 『経営集計 経営観察の記述』文雅堂書店 1962
- 『経営学新論 計量経営学の展開と適用』税務経理協会 1963
- 『経営推計 経営計量の検出』文雅堂銀行研究社 1963
- 『経営測定 経営の測定と調査』文雅堂銀行研究社 1964
- 『経営統計学演習』文雅堂銀行研究社 1968
- 『経営学序説』文雅堂銀行研究社 1970
- 『LPガス供給の近代化・協業化への道』文雅堂銀行研究社 1972
- 『変革期の今日この頃』文雅堂銀行研究社 1974
- 『経営統計学』文雅堂銀行研究社 1976
- 『一般経営学』文雅堂銀行研究社 1980

### 共編著
- 『コンビナート』藤芳誠一共著 泉文堂 1961
- 『人的生産力の測定と管理』中野繁喜共著 学文社 1970
- 『経営における人間行動』中野繁喜共編 税務経理協会 1980

## 論文
- <又城一郎